# 裘山山
裘山山（1958年—），浙江杭州人，汉族，中华人民共和国作家、政治人物，成都军区一级创作员。中国共产党党员，第十一届全国人民代表大会解放军代表。

## 生平
毕业于四川师范大学汉语言文学专业。2008年起担任全国人大代表。